# Glenn Warren Most
Glenn Warren Most (Miami, 12 giugno 1952) è un filologo classico statunitense, professore ordinario di Filologia greca presso la Scuola Normale Superiore di Pisa.

## Biografia
Glenn Warren Most attualmente ricopre la cattedra di Filologia Greca presso la Scuola Normale Superiore di Pisa, dove è professore ordinario dal 2000.
La sua formazione accademica è iniziata negli USA, all'Università di Harvard, dove si è laureato in Filologia latina; i vasti interessi di studioso lo hanno poi spinto a conseguire il dottorato di ricerca in Letteratura comparata alla Università Yale e in Filologia classica presso l'Università di Tubinga. 
L'elenco degli atenei in cui ha svolto il suo ruolo di ricercatore, insegnante e studioso è molto lungo: oltre che a Yale e Tubinga, include infatti Università di Heidelberg, Princeton, Siena, Innsbruck, Chicago, dove tuttora, nei periodi di riposo dalle fatiche pisane, insegna Storia del pensiero sociopolitico. 
Tra i riconoscimenti ottenuti, il Gottfried Wilhelm Leibniz Preis, oltre a quello molto prestigioso di Visiting professor presso il Collège de France.
Collabora attivamente con numerose riviste specialistiche sia come autore sia come membro dei rispettivi comitati scientifici, tra cui: 
- Philosophia naturalis
- Arion
- Phoenix
- Internationale Zeitschrift für Philosophie
- Poetica
- Materiali e discussioni per l'analisi dei testi classici
- Nietzsche-Studien
- Methodos
- Antiqvorvm philosophia

## Opere
In italiano:
- Leggere Raffaello: “La Scuola di Atene” e il suo pre-testo, tradotto da Daniela La Rosa per Einaudi, Torino (2001) dall'originale Raffael Die Schule von Athen
- Il dito nella piaga. Le storie di Tommaso l'Incredulo, tradotto da Daniela La Rosa per Einaudi, Torino (2009) dall'originale Doubting Thomas